# Агинский дацан
Аги́нский даца́н «Дэче́н Лхундубли́нг» («обитель спонтанной реализации великого блаженства», бур. Агын хийд) — буддийский монастырский комплекс (дацан), являющийся наиболее крупной буддийской общиной Забайкальского края. Объект культурного наследия федерального значения. 
Расположен в селе Амитхаша, в 6 км юго-западнее центральной части посёлка Агинское. Относится к Буддийской традиционной сангхе России.

## История
Дацан основан в 1811 году в местности Булактуй, напротив горы Улиртуй на левобережье реки Аги. Первый каменный Цогчен-дуган возводился русскими каменщиками и плотниками, до этого строившими Анинский дацан. Общая конструкция одноглавой православной церкви была приспособлена под буддийский храм.
После окончания строительства в 1816 году агинские буряты пригласили на освящение Цогчен-дугана Ринчин-ламу — ширээтэ (настоятеля) Дырестуйского дацана «Лхундуб Дэчинлинг» (ныне в Джидинском районе Бурятии). Освящённый дацан получил название в честь Дырестуйского — «Дэчен Лхундублинг».
Божествами-хранителями Агинского дацана стали Джамсаран и Лхамо. Первоначально монастырь состоял из Цогчен-дугана и четырёх аймачных сумэ: Чойра (Дара-Эхе, построен в 1811 году), Дуйнхор (1811), Манла (1816) и Гунриг (1816).
Появление первых лам в агинской степи относится к концу XVIII века, когда из Агинского дацана, основанного в 1795 году, сюда откочевали представители восьми хоринских родов. В документе 1875 года «Распределение приходов 34 дацанов Восточной Сибири» были определены границы Агинского дацана.
Архитектура первого здания дацана, выстроенного с помощью русских плотников, отличалась влиянием традиций русского церковного зодчества. Лишь во второй половине XIX века в бурятских улусах возникло своё строительное ремесло. Среди бурятских храмов строго тибетского образца не было — они сочетали отдельные элементы тибетских, китайских и русских конструкций. Восточный облик создавался имитацией особенностей конструкции крыши, карнизов и фриза.
В середине XIX века началась переписка о строительстве нового здания Цогчен-дугана. В «особом докладе» от 24 декабря 1865 года за № 118 военному губернатору Забайкальской области сообщалось о совершенной ветхости дацана, но доклад остался без внимания. 29 августа 1874 года настоятель (шэрээтэ) снова написал письмо, и только 14 декабря, после освидетельствования здания читинским окружным исправником, подтверждающего доклад шэрээтэ Пушигеева, ламы составили ходатайство о разрешении строительства нового здания.
6 июля 1875 года прихожане Агинского дацана на общем собрании постановили:
- дацан будет строиться на хранящуюся при монастыре сумму в 7938 рублей, для образования которой никакого сбора не производили, а составилась она постепенным накоплением определенной части из ежегодных доходов, согласно § 56 «Положения о ламайском духовенстве»;
- построение нового дацана агинцам действительно необходимо;
- предполагаемый храм будет иметь три этажа, из которых два нижних, как и в старом дацане, будут каменные, а третий — деревянный. Нижний этаж будет длиною 14 саженей, а шириною 12 саженей по наружности;
- на сооружение нового дацана сверх имеющейся при этом суммы в 7938 рублей, набралось ещё 8062 рубля добровольных пожертвований.

В заключение сход прихожан обратился с просьбой командировать в Агу архитектора для проектирования плана дацана. Командированный архитектор выполнил заказ через полтора года.
Не дождавшись разрешения, агинцы приступили к заготовке стройматериалов, на что получили разрешение губернатора с оговоркой, что ответственность за убытки ложится на прихожан сего дацана. Переписка продолжалась несколько лет и 4 июля 1878 года под № 2161 за подписью статс-секретаря Макова было уведомлено, что со стороны Министерства не встречается препятствий к постройке нового дацана. Извещая Агинскую степную думу о получении разрешения, военный губернатор уведомил, что составленный план оказался не утверждённым надлежащей подписью, поэтому препровождён обратно в IV отделение Главного управления Восточной Сибири. В результате, пришлось дожидаться нового плана до ноября 1878 года, и к постройке смогли приступить только весной 1879 года.
Решение о возведении Цогчен-дугана было принято в 1881 году по инициативе тайши Жалсарая Зориктуева, шэрээтэ Ёнзон-ламы (Д.-Ж. Данжинов), заседателя Тарбы Моодоева, цугольских лам Шойбона и Цэрэнжаба, заседателя Дары Очирова. Для сбора пожертвований были посланы ламы по разным дацанам хоринских и кижингинских бурят Из Оронгоя пригласили так же мастера Цэжэва, прибывшего осенью 1881 года с десятью подмастерьями.
В 1884 году при Агинском дацане был открыт медицинский факультет, основателями которого стали братья Данжиновы, Лубсана-Доржи и Ринчин-Самбу.
Кроме того, это время характерно массовым строительством и реконструкцией главных храмов на всей территории Забайкалья. С 1853 по 1910 год в 24 дацанах были реконструированы главные храмы и сумэ. В Агинском дацане в течение 25 лет беспрерывно велись крупные постройки одна за другой, с 1875 по 1886 год строился новый каменный Цогчен-дуган. В декабре 1885 года прошёл новый сход, на котором сообщили, что для завершения строительства необходимо по меньшей мере 2000 рублей. Деньги были выделены, и основное строительство закончилось в том же году.
Летом 1886 года строительство было окончательно завершено. Освящение прошло осенью 1887 года Ёнзон-ламой без праздничных увеселений. Ценность «внутренней утвари, бурханов и книг» на 1 января 1887 года по отчету, определялась в 19606 руб. 18 коп. Позднее, в Сибирской энциклопедии указывалось, что оборудование Агинского дацана стоило свыше 1 миллиона золотых рублей.
В результате строительства, общее количество храмов достигло 13. В богослужениях принимали участие до 700 лам, начиная от шээрэтэ и кончая нештатным гелонгом. Кроме того, в комплекс дацана входили 4 аймачных сумэ, сначала располагавшиеся внутри общей монастырской ограды, а с конца XIX века за её пределами. В отличие от культовых строений, предназначавшихся для верующих всего прихода, аймачные сумэ имели статус «частных» храмов определенного района — «приходского аймака». 
В конце XIX века дацан был известен далеко за пределами Забайкалья своей медицинской, философской и астрологической школами. Славилась его типография (Барай-сумэ), в которой хранилось более 40 тысяч ксилографических досок с тибетскими и монгольскими текстами, а также деревянные клише с рисунками для книг и культовыми изображениями. Это позволило монастырю издать основные учебники для дацанских школ: Цанид, Мамба, Чжуд и Дуйнхор, тогда как другие дацаны Забайкалья имели матрицы учебной литературы только для школ Цанид и Мамба. Здесь также издавались азбука, пособия по грамматике и тибетско-монгольские словари, ритуальные тексты бытовой обрядности на тибетском и монгольском языках для лам и мирян, популярная литература на монгольском языке для буддийского просвещения и воспитания прихожан.
В 1897 году, судя по архивным источникам, в дацане был произведён ремонт железной крыши. В 1915 году обновлялись угловые и деревянные украшения, а на следующий год ламы и прихожане сделали добровольное пожертвование в 7000 рублей на ремонт дацана и постройку ограды вокруг него.
В послереволюционное время активно проводилась работа против буддийского духовенства. Аресты в Агинском дацане начались в 1930 году, и к концу 1937 года в нём осталось 32 ламы. В конце 1930-х дацан был закрыт и большинство зданий разобрано, а уцелевшие использовались под туберкулёзный и наркологический диспансеры. Принадлежавшие монастырю предметы культа и религиозного искусства пополнили собой экспозиции и фонды музеев Москвы, Ленинграда, Улан-Удэ. Оставшееся имущество подверглось разграблению. В январе 1938 года оставшихся лам увезли в Читу, где в скором времени расстреляли. Дацан официально был закрыт, но в нём оставались огромные ценности как религиозного, так и общекультурного и художественного значения. В 1940 году на территории монастыря была временно размещена воинская часть.
После окончания Великой Отечественной войны, в 1946 году Агинский дацан был вновь открыт. 

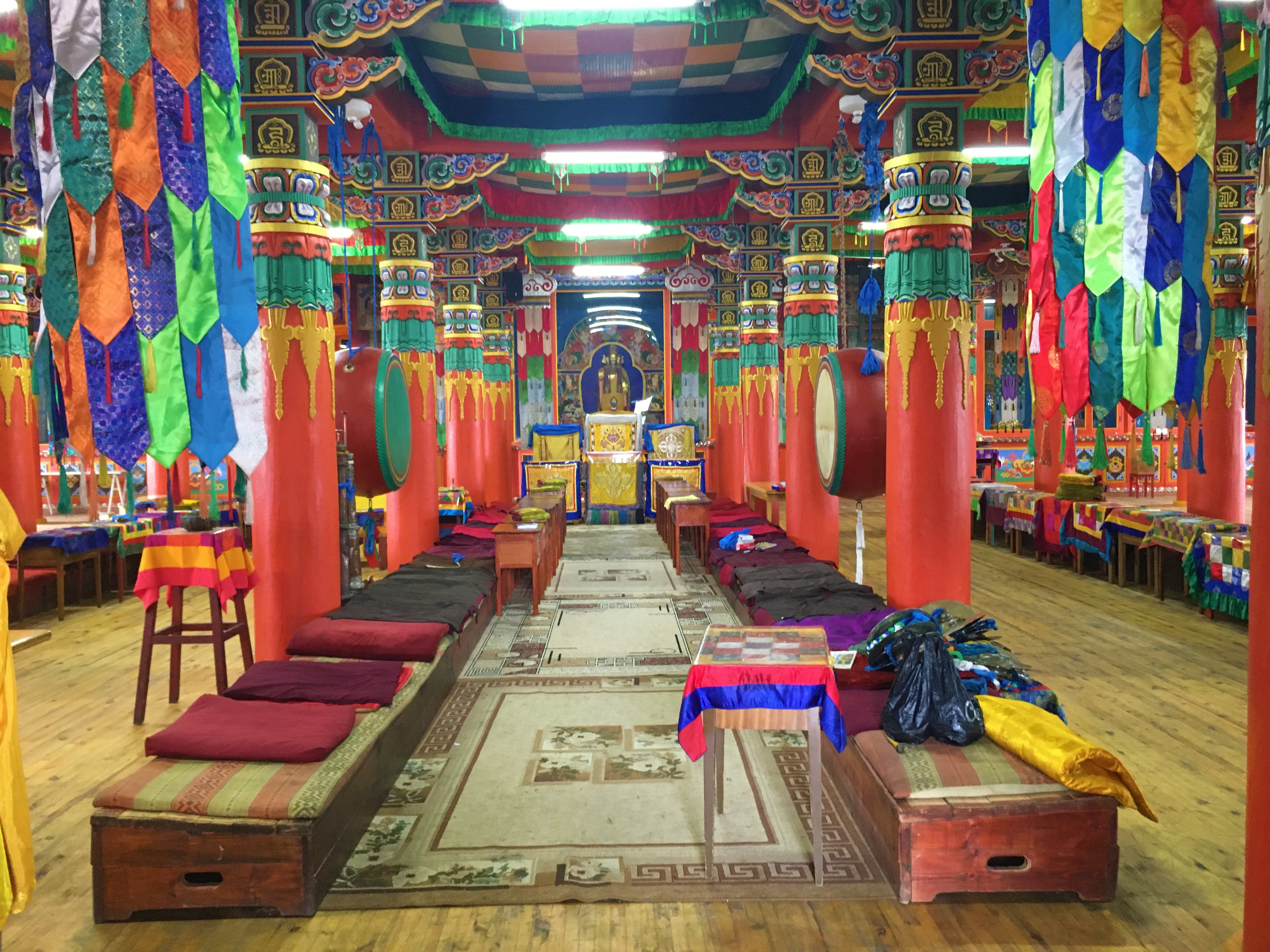
Внутри главного храма Агинского дацана

В 1990 году по требованию жителей Агинского Бурятского автономного округа дацан вновь обрёл своё здание. Из Санкт-Петербурга вернулись статуя Майдари и около 250 культовых вещей. В 1991 году дацан посетил и освятил его святейшество Далай-лама XIV Тензин Гьяцо. В январе 2004 года, после 70-летнего перерыва и 10-летней реставрации в Цогчен-дугане был проведён первый хурал (молебен). В 2005 году полностью восстановлена 22-метровая ступа «Юндун Шодон» ("Ступа Примирения"). Построены дуган Зула и «Восемь священных ступ». На территории дацана с 1993 года функционирует духовное образовательное учреждение — Агинская Буддийская Академия.
27 мая 2014 года произошло возгорание главного здания дацана. В результате пожара два верхних деревянных этажа сгорели. Причиной пожара стало неосторожное обращение с огнём.

## Шэрээтэ-ламы (настоятели)
1. Ригден Пагбаев (1816—1819), из рода харгана.
2. Сультим Мункуев (1819), из рода бодонгууд.
3. Галсан-Нима Раднаев (1820—1821), из рода харгана.
4. Жамьян-Зундуй Ширэгунэй (1821—1858).
5. Галсан-Жимба Тугулдуров (1858—1873), инициатор создания школы тибетской медицины в Цугольском дацане, из рода хуацай.
6. Галсан-Чойнпэл Пушигеев (1873—1878).
7. Лубсан-Доржи Данжинов (1878—1901), из рода хурса хутагата худанса шарайд.
8. Галсан-Чойдаг Сундаров (1901—1912), из рода бодонгууд.
9. Данби-Жалсан Жамсаранов (1912—1924), из рода шарайд.
10. Дарижаб Норбоев (1924—1932).
11. Намхай-Самбу Жигжитов (1946—1953).
12. Базар Цыбиков (1953—1956), из Хоринского аймака Бурятии, из рода хуацай.
13. Жамбал-Доржи Гомбоев (1956—1963), 19-й Пандито Хамбо-лама (1963—1982), из рода бодонгууд.
14. Галсан-Жимба Гончиков (1963—1973), из рода хуацай.
15. Лундог Дылыков (1973—1976), из Еравнинского аймака Бурятии.
16. Даши Цыгмитов (1976—1980).
17. Гомбо Цыбиков (1980—1987), из Еравнинского аймака.
18. Золто Дамрабазарович (Самбу Золто) Жигмитов (1987—1992), инициатор приезда в Агинский дацан Его Святейшества Далай-ламы XIV.
19. Жанчиб Лыгдынов (1992—1993).
20. Андрей Лупсандашиевич Дондукбаев (Цырен лама) (1994—2000), ныне Дид Хамбо лама (заместитель Главы Буддийской Традиционной Сангхи России по Забайкальскому краю).
21. Бадма Дашигалсанович Цыбиков (с 2000 года), рабжамба, доктор буддийской философии, депутат Агинской окружной думы 3 и 4-го созывов.

## Галерея

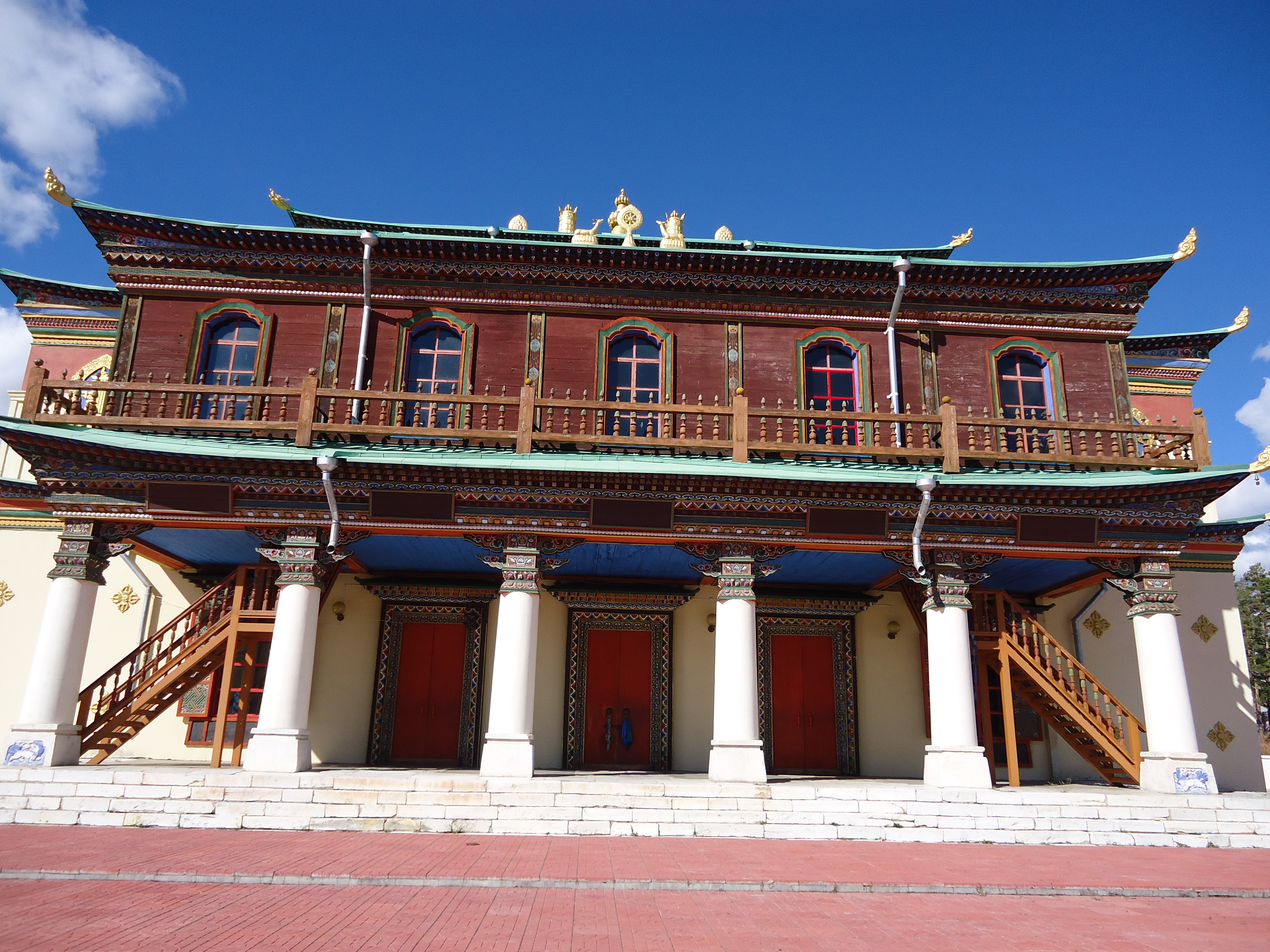
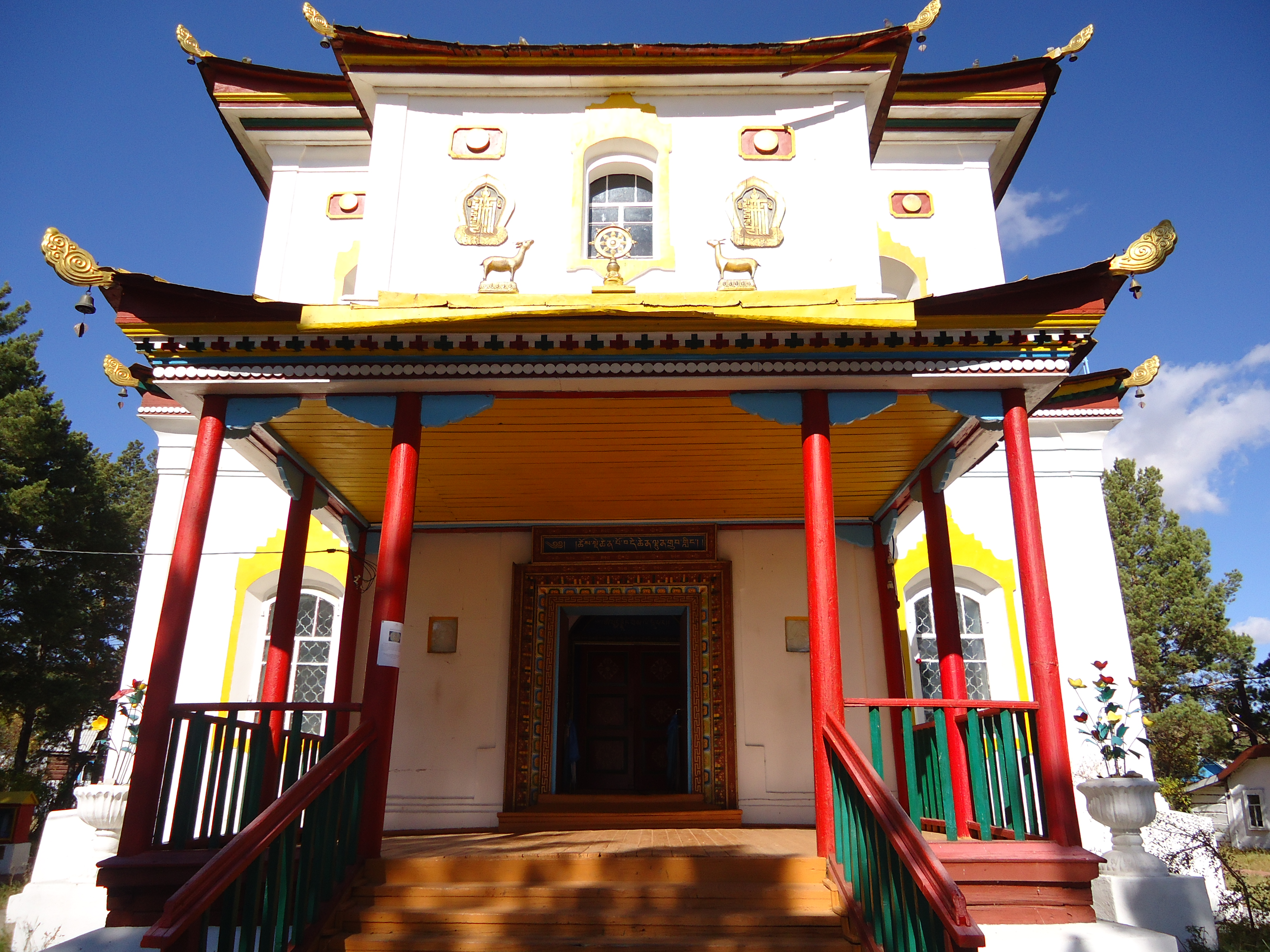
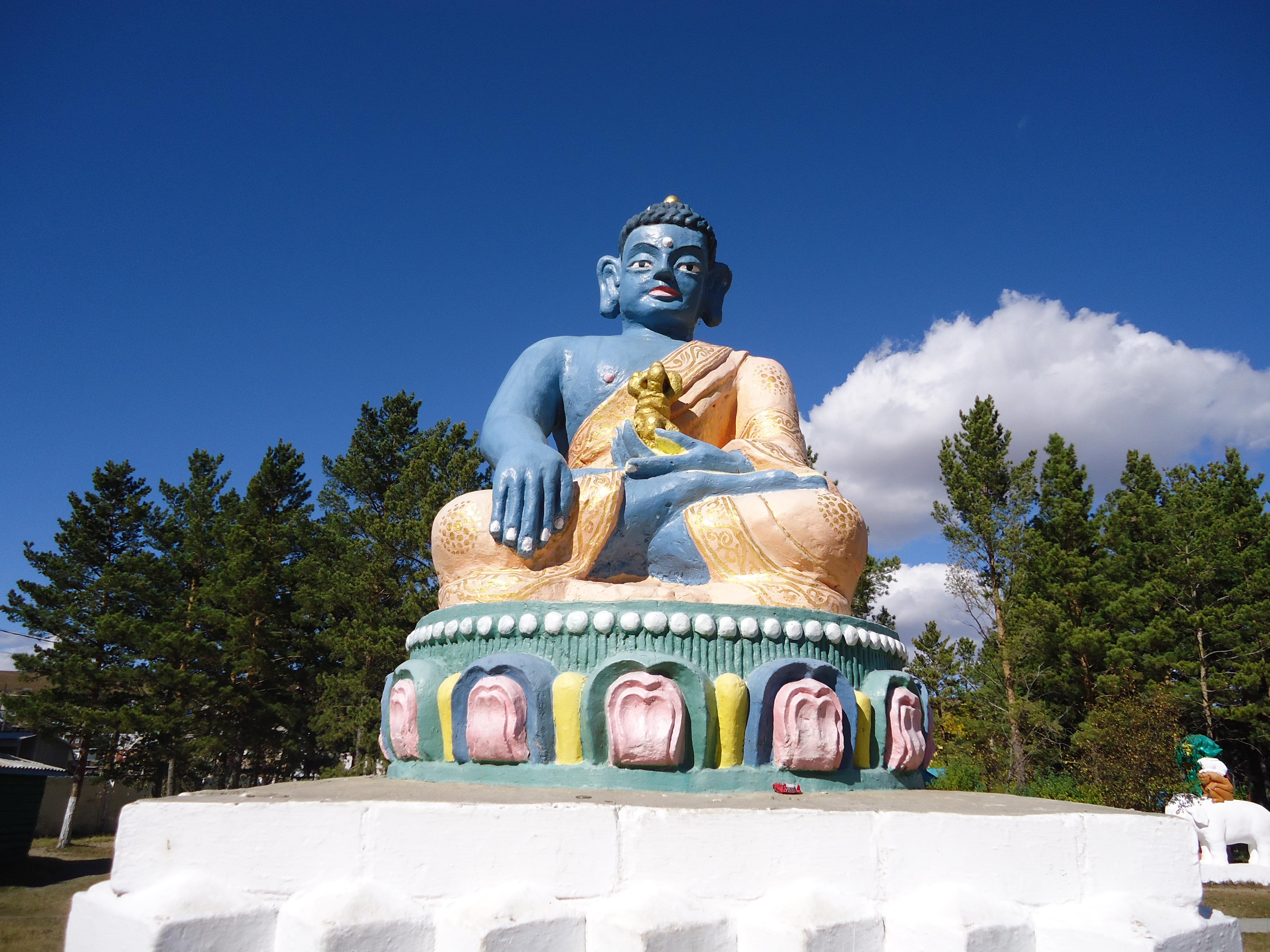
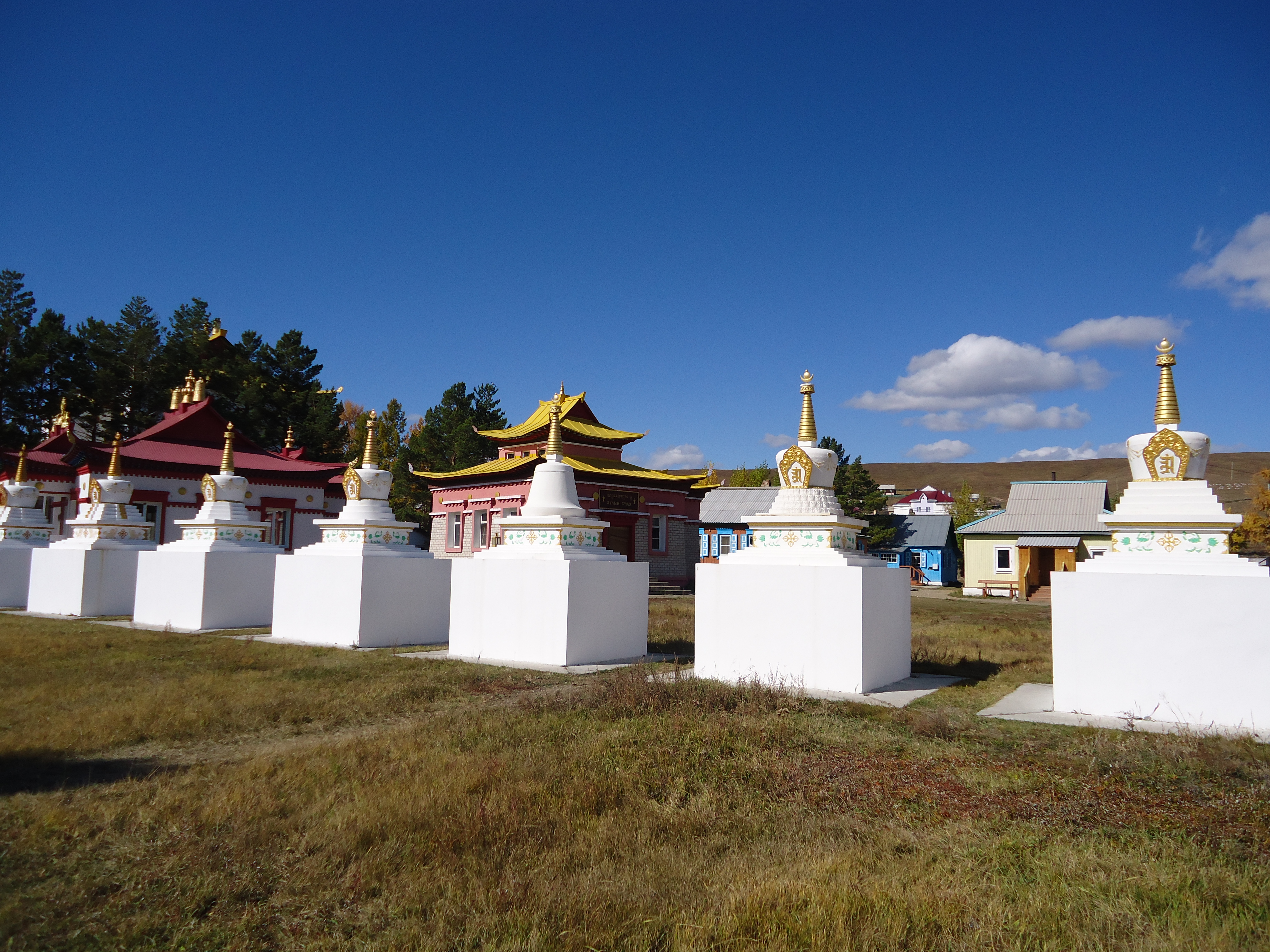